# Karlobag
Karlobag je općina u Ličko-senjskoj županiji.

## Zemljopis
Karlobag se nalazi na jadranskoj obali, na obroncima Velebita. Njegova turistička rivijera je duljine 42 km. Smješten je na raskrižju Jadranske magistrale i Karlobaške ceste, odnosno na cestovnim pravcima koji vode prema Senju na sjeveru, Gospiću na istoku i Maslenici na jugu.

## Stanovništvo
Po popisu stanovništva iz 2011. godine, općina Karlobag imala je 917 stanovnika, raspoređenih u 14 naselja:
- Barić Draga – 125
- Baške Oštarije – 27
- Cesarica – 123
- Crni Dabar – 0
- Došen Dabar – 0
- Karlobag – 468
- Konjsko – 0
- Kućišta Cesarička – 12
- Ledenik Cesarički – 20
- Lukovo Šugarje – 68
- Ravni Dabar – 0
- Staništa – 6
- Sušanj Cesarički – 12
- Vidovac Cesarički – 56

Apsolutnu većinu u Karlobagu čine Hrvati.
Nešto manje stanovništva čine manjine: Srbi, Albanci, Bošnjaci i Nijemci.
Popis stanovništva po godinama;
- 2011. – 468
- 2001. – 510
- 1991. – 467 (Hrvati – 420, Srbi – 19, Jugoslaveni – 12, ostali – 16)
- 1981. – 478 (Hrvati – 428, Srbi – 27, Jugoslaveni – 18, ostali – 5)
- 1971. – 508 (Hrvati – 463, Srbi – 36, ostali – 9)

| broj stanovnika | 2803  | 3461  | 3288  | 3445  | 3991  | 4484  | 3767  | 3320  | 2737  | 2584  | 2107  | 1570  | 1192  | 1039  | 1019  | 917   | 780   |
|                 | 1857. | 1869. | 1880. | 1890. | 1900. | 1910. | 1921. | 1931. | 1948. | 1953. | 1961. | 1971. | 1981. | 1991. | 2001. | 2011. | 2021. |

| broj stanovnika | 660   | 726   | 710   | 661   | 737   | 770   | 508   | 412   | 365   | 403   | 428   | 508   | 478   | 467   | 510   | 468   | 368   |
|                 | 1857. | 1869. | 1880. | 1890. | 1900. | 1910. | 1921. | 1931. | 1948. | 1953. | 1961. | 1971. | 1981. | 1991. | 2001. | 2011. | 2021. |

## Uprava
Načelnik općine je Ivan Tomljenović. Općinsko vijeće se sastoji od 9 članova.

## Povijest
Rimsko je naselje, koje se zvalo Vegium, imalo vojnu, prometnu i trgovačku važnost, a postojalo je sve do IV. ili V. stoljeća kad su ga stanovnici pred navalom Gota napustili i pobjegli u Pag. Napuštanje grada nije ujedno izblijedilo i sjećanje na njegovo postojanje, pa je prema sličnosti imena mjesta i otoka Pag, ime gradu pretvoreno u Bag. U vrijeme hrvatskog kralja Zvonimira taj prostor je pripadao primorskoj župi u sastavu biskupije u Rabu. Godine 1251. spominje se Bag pod imenom Scrissa i pripada starome hrvatskom rodu Tugomirića. Krbavski knezovi Kurjakovići, koji drže gotovo cijeli Velebitski kanal, Bag preuzimaju 1322. godine. Kurjakovići su Bagu 2. studenog 1387. godine dali status gradskih povlastica.
Sedamdesetih godina XV. stoljeća Bag je pripao u vlast kralja Matije Korvina. U kraljevskoj vlasti ostaje do 1493. kad potpada pod vlast Ivana Karlovića Krbavskog. Osmanlije su Bag napale 1525. kad je strahovito opustošen i popaljen, a stanovništvo protjerano ili odvedeno u roblje. Grad se obnavlja 1574., a 1580. godine se po prvi put spominje kao Karlobag što upućuje na zasluge nadvojvode Karla za njegovu obnovu. 
Knez ražanački Jerko Rukavina zajedno je s knezom vinjeračkim Dujmom Kovačevićem poveo 1683. Hrvate iz skupine Bunjevaca u Bag (današnji Karlobag). Nekoliko godina poslije, 1686. poveli su svoje Bunjevce u Liku. Put kojim su poveli svoj narod bio je preko prijevoja Baških vrata, a smjestili su se u četirima selima: Brušanama, Trnovcu, Smiljanu i Bužimu.
Nakon oslobođenja Like od osmanlijske vlasti, Karlobag je potpao pod vlast Austrije koja ga je dodatno utvrdila i dala izgraditi kapucinski samostan s crkvom 1710. godine. Karlobag je 1757. godine dobio i Statut čime je stekao status grada. Od 1809. Karlobag je u vlasti Francuza, 1814. ponovno je vraćen pod vlast Austrije. Osnutkom Ličko-krbavske županije Karlobag ulazi u njen sastav.
U Karlobagu je 1894. uređena luka, lukobran i pristanište u koje je svakodnevno pristajao parobrod. U tom je razdoblju izgrađena zgrada šumarije, 1875. sagrađena je zgrada osnovne škole. Za vrijeme Prvog svjetskog rata grad je poharala španjolska groznica, a stvaranjem SHS 1918. godine dodatno je osiromašilo iscrpljeni gradić. Tražeći izlaz u turizmu 1920. gradi se gradsko kupalište. U savezničkom bombardiranju 1943. teško je oštećena crkva sv. Karla Boromejskog, a 1958. uklonjeni su njeni ostatci, osim zaštićenog tornja. U sastav općine Gospić Karlobag ulazi 1962. godine, a 1968. popravljena je cesta prema Gospiću, a 1985. sagrađen je u Karlobagu, kao nositelj turističkog razvoja, hotel Zagreb. Danas se Karlobag s okolnim mjestima: Ribaricom, Cesaricom, Lukovim Šugarjem, Barić Dragom i Baškim Oštarijama razvija kao turističko središte posebno atraktivno zbog nedirnute prirode i čistog mora.

## Poznate osobe
Miroslav Vukelić Mesalov (1851. – 1925.), otac hrvatskog zagonetaštva.

## Spomenici i znamenitosti
- Crkva sv. Karla Boromejskog u Karlobagu s grobljem
- Kapucinski samostan, zatim crkva Majke Božje žalosne i župna crkva sv. Josipa iz 1713. godine.
- Nad Karlobagom se nalaze ruševine utvrde iz srednjeg vijeka ("Fortica").
- Kod Karlobaga su i ostatci crkve sv. Karla Boromejskog iz 1615. godine.
- Spomenik Šimi Starčeviću, djelo kipara Ivana Golca. Podignut je 18. svibnja 2008. na prijedlog skupine građana i uprave karlobaškog kapucinskog samostana[11]

## Obrazovanje
- Osnovna škola u Karlobagu

## Kultura
- Karlobaško ljeto (15. srpnja – 31. kolovoza)
- Zimske maškare
- Likovna kolonija

U crkvi sv. Josipa nalazi se slika "Posljednje večere" nepoznatog autora.

## Šport
- Šahovski klub Karlobag
- Udruga konopaša Karlobag
- Kuglački klub Karlobag

## Zanimljivosti
Po jednoj teoriji,[kojoj?] karlobaški kapucini su osnovali grad Gospić.

## Galerija
- Škola u Karlobagu
- Stari Karlobag
- Crkva sv. Karla Boromejskog
- Karlobag dio grada